# 何嘉露
何嘉露（藝名：阿Lu 、小LuLu ，1984年7月5日—），中學就讀於路德會西門英才中學及當代書院，及後畢業於香港理工大學 語文及商業學系。她身兼多職，包括香港電台第二台和TeenPower節目主持、司儀及業餘甜品裝飾師

## 簡介
何嘉露個子小但志氣高，性格率直，心思敏捷，以「努力過一定有人知，雖然可能會遲D，但係總有呢一日」作座右銘。

## 電台工作
2004年，阿Lu透過參加DJ生還者加入香港電台。

### 現主持節目
- 《姿姿整整》

節目逢星期五晚上8時至9時於TeenPower播出。與超B一同主持的生活品味節目，介紹潮流資訊，訪問藝術設計工作者。
- 《知識會社》

星期六早上6時至9時於香港電台第二台直播。與阿攝一同主持的通識節目，解答社會國際發生各式事件。與Bernie Wong 一同主持e個世界環節，報導數碼科技要聞。
- 《家有愛寵》

星期日中午1時至2時於香港電台第二台直播。分享寵物故事，介紹寵物界事物，獸醫解答問題。

### 曾主持或參與製作的節目

#### TeenPower
| - 《TP夏日劇場：周杰倫—沒有不能說的秘密》 （2007年，網劇） - 《大堆頭 - 大諗頭》 - 《大堆頭 - E依凹Love清保涼》 - 《Web Js Touch》 （2004年，視像） - 《Hello Teen Power - Hello Green Power》 （2006年，視像） | - 《Game 就兩份》 （2007年，視像） - 《時事3D》 - 《Music All Nite》 - 《9口長得出聲架！》（2009-2010年） - 《Cooking LuLu》 （2010年，視像） |

#### 香港電台第二台
| - 《倫住嚟試》 - 《萬王之王》 | - 《感點算》 - 《甜心家族》 （2007-2013年） |

#### 香港電台電視部
- 《香港檔案．Ｘ》 （2009年，電視劇）
- 《解封「香港檔案． X 」》（2009年）

## 甜品藝術才華
阿Lu因主持飲食節目接觸甜品，自此發掘出她的甜品藝術才華。她報讀了英國Precision Machining Engineers（PME）Arts & Crafts翻糖裝飾證書課程。
她於「矚目超新星大賞2012」大賽「甜品藝術家」組別勇奪冠軍，最終目標是開設一間甜品店。

## 出版書刊
2011年起，與其他港台主持集體出版以下散文集，並參與同年度書展，出席新書簽名會。
- 梁榮忠、黃冠斌、阿O、Morle、Eric、黃天頤、的神、超B、阿Lu、紫龍 《全民Blog Blog 齋》
- 梁榮忠、黃冠斌、阿O、Morle、Eric、黃天頤、的神、超B、阿Lu、紫龍、Bear 《潮文Blog Blog齋》
- 梁榮忠、黃冠斌、阿O、Morle、Eric、黃天頤、的神、超B、阿Lu、紫龍、Bear 《情人Blog Blog齋》

## 外部連結
- 香港電台第二台主持介紹：何嘉露（页面存档备份，存于）
- TeenPower主持介紹
- 《甜心家族》特備網頁（页面存档备份，存于）
- 何嘉露 阿Lu yesmen Blog
- 阿Lu何嘉露 新浪微博